# 유엔참전용사 국제추모의 날
유엔참전용사 국제추모의 날(UN Veterans International Memorial Day)은 매년 11월 11일에 6.25전쟁에 참전하여 대한민국의 자유민주주의를 수호한 유엔참전용사의 희생과 공헌을 기념하고, 이들을 유엔참전국과 함께 추모하기 위한 대한민국의 기념일이다.

## 연혁
- 2007년에 캐나다의 빈스 커트니(Vince Courtenay, 한국 전쟁 당시 종군기자)가 한국전에 참전했던 전사자들이 안장되어 있는 부산 유엔기념공원을 향해 한국 현지 시각에 맞춰 동시묵념 및 추모행사를 제안하여 시작되었다.
- 2007년 11월 11일 (제1회 추모행사) : 대한민국에서는 부산 유엔기념공원에서 국가보훈처장의 추모 메시지를 낭독하였고, 해외에서는 국가보훈처 처장 추모사가 각 참전국 참전협회 등에 전파되었다.
- 2008년 11월 11일 (제2회 추모행사) : 국가보훈처 주관으로 유엔참전용사 국제추모식으로 행사를 격상하여 부산 유엔기념공원에서 400여명이 참석한 가운데 대규모 행사로 거행하였고, 국내 주요 TV 뉴스 및 일간지에 대대적으로 보도되었다.
- 2020년 3월 24일에 "유엔참전용사의 명예선양 등에 관한 법률"(법률 제17117호)이 제정되고, 이 법률이 2020년 9월 25일부터 시행되면서 유엔참전용사 국제추모의 날이 되었다.

## 다른 이름
Turn Toward Busan (턴 투워드 부산. 부산을 향하여. 부산을 향해) 이라고도 한다. 그 이유는, 같은 날, 같은 시각, 즉 매년 11월 11일 11시에 6·25전쟁에 참전한 22개국에서 부산 유엔기념공원을 향해 묵념하기 때문이다.

## 같이 보기
- 유엔군 참전의 날
- 한국전 참전용사의 날
- 부산 유엔기념공원
- 영령 기념일
- 메모리얼 데이